# Księga z Durrow

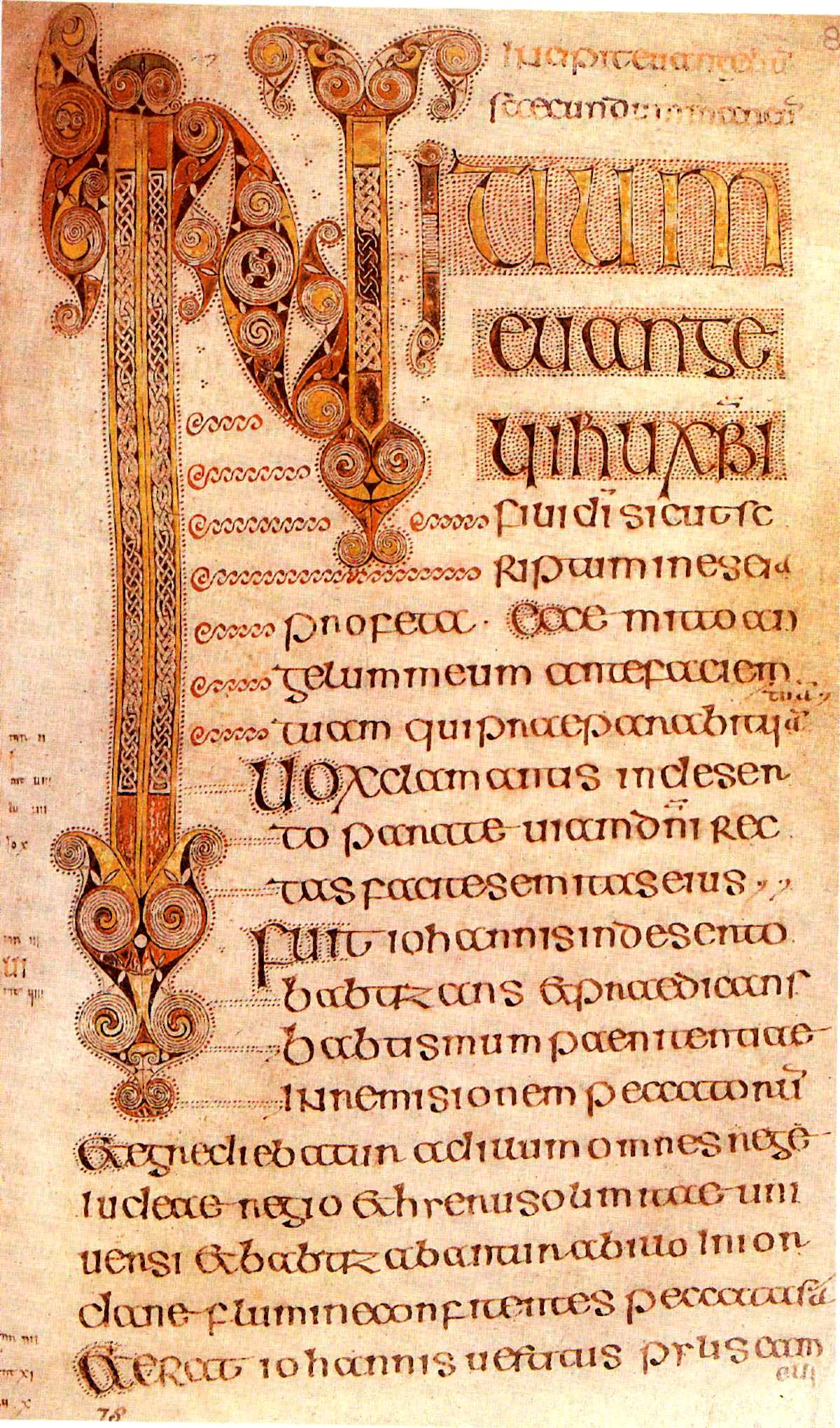
Początek Ewangelii Marka

Księga z Durrow (łac. Codex Durmachensis) – iluminowany pergaminowy manuskrypt pochodzący z II połowy VII wieku, zawierający łaciński przekład czterech Ewangelii. Stanowi najstarszy znany rękopiśmienny ewangeliarz z terenu Wysp Brytyjskich. Przekazuje dobre brzmienie tekstu Wulgaty, bliskie Kodeksowi Amiatyńskiemu, choć niektóre miejsca są zależne od przekładów starołacińskich.
Na księgę składa się 248 kart formatu 245×155 mm, zapisanych majuskułą. Karty zdobione są ornamentalnymi bordiurami, wśród których nie ma dwóch identycznych. Każdą ewangelię poprzedza ozdobna karta zwana „dywanową” oraz karta z symbolem danego ewangelisty. Charakterystyczne dla Księgi z Durrow jest zamienienie tradycyjnych symboli św. Marka i św. Jana – lew symbolizuje Jana, a orzeł Marka. Brakuje także karty „dywanowej” przed Ewangelią Mateusza, która według różnych teorii albo zaginęła, albo została przełożona i obecnie stanowi kartę 3.
Miejsce powstania księgi jest sporne, choć większość badaczy wskazuje na Ionę. Zgodnie z treścią kolofonu miała zostać spisana przez św. Kolumbana, który w rzeczywistości zmarł w 597 roku, na długo przed jej powstaniem. Na przełomie VIII i IX wieku manuskrypt znajdował się już w opactwie Durrow (hrabstwo Offaly) w Irlandii. Wtedy też irlandzki król Flann Sinna oprawił księgę w zdobną oprawę (cumdach), która zaginęła pod koniec XVII wieku. Po sekularyzacji opactwa Durrow w połowie XVI wieku manuskrypt trafił w ręce prywatne. W połowie XVII wieku właścicielem manuskryptu został Henry Jones, który w 1661 roku ofiarował go Trinity College w Dublinie, w którego zbiorach znajduje się on do dziś.

## Karty z symbolami ewangelistów

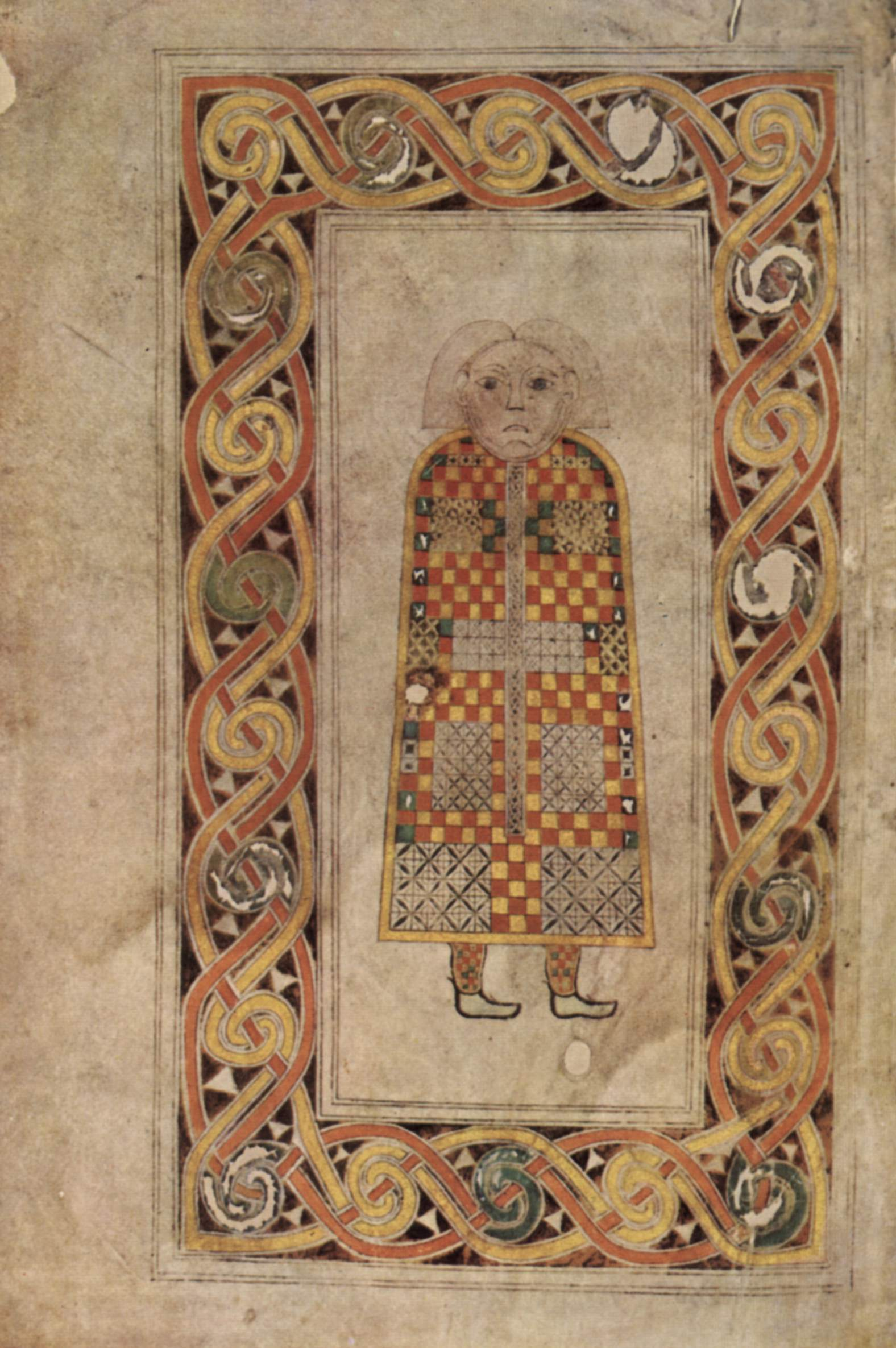
Człowiek – symbol św. Mateusza
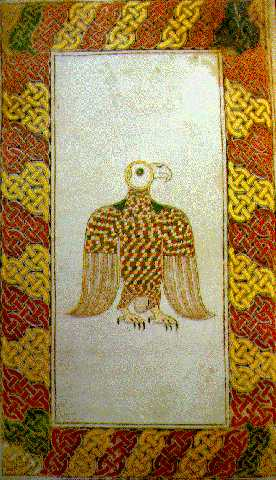
Orzeł – (tutaj) symbol św. Marka
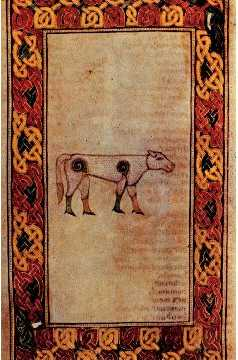
Wół – symbol św. Łukasza
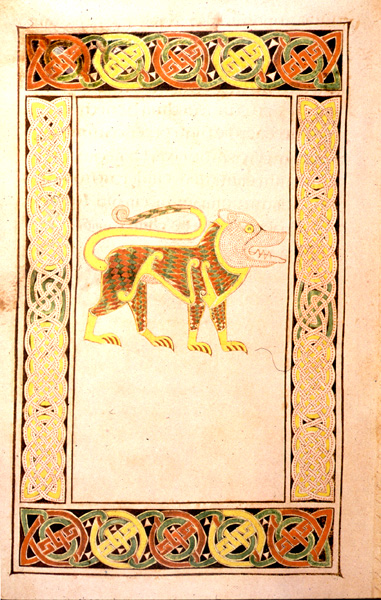
Lew – (tutaj) symbol św. Jana